# Soheil Ayari
Soheil Ayari (Aix-les-Bains, 1970. május 5. –) francia autóversenyző.

## Pályafutása
1996-ban megnyerte a Francia Formula–3-as bajnokságot, majd 1997-ben győzött a Macau Grand Prix-n. Az ezt követő években rajthoz állt a Formula 3000-es sorozat versenyein, valamint hazája túraautó-bajnokságában.
1997 és 2009 között nyolc alkalommal állt rajthoz a Le Mans-i 24 órás autóversenyen. Legelőkelőbb helyezését a 2004-es futamon érte el, amikor is Érik Comas és Benoît Tréluyer társaként a negyedik helyen ért célba.

## Eredményei

### Le Mans-i 24 órás autóverseny
| Év   | Csapat                   | Autó                 | Csapattárs       | Csapattárs         | Helyezés | Kiesés oka |
| ---- | ------------------------ | -------------------- | ---------------- | ------------------ | -------- | ---------- |
| 1997 | Sociéte Viper Team ORECA | Chrysler Viper GTS-R | Tommy Archer     | Mark Duez          | Kiesett  | Baleset    |
| 1999 | Viper Team ORECA         | Chrysler Viper GTS-R | David Donohue    | Jean-Pierre Belloc | Kiesett  | Motorhiba  |
| 2003 | Pescarolo Sport          | Courage C60          | Éric Hélary      | Nicolas Minassian  | 9.       |            |
| 2004 | Pescarolo Sport          | Pescarolo C60        | Érik Comas       | Benoît Tréluyer    | 4.       |            |
| 2005 | Pescarolo Sport          | Pescarolo C60 Hybrid | Eric Hélary      | Sébastien Loeb     | Kiesett  | Motorhiba  |
| 2007 | Team ORECA               | Saleen S7-R          | Stéphane Ortelli | Nicolas Lapierre   | 16.      |            |
| 2008 | Team ORECA Matmut        | Courage-ORECA LC70   | Loïc Duval       | Laurent Groppi     | 8.       |            |
| 2009 | Team ORECA Matmut AIM    | ORECA 01             | Olivier Panis    | Nicolas Lapierre   | 5.       |            |